# Kazaly
Kazaly (kazajo: Қазалы; ruso: Казалинск o Kazalinsk) es una ciudad situada en la provincia de Kyzylorda, Kazajistán, en la margen derecha del río Syr Darya. Es el centro administrativo del distrito de Kazaly. Su población es de 7,686 habitantes (resultados del censo de 2009).
Kazaly fue fundada en 1853 como fuerte y en 1867 obtuvo el estatus de ciudad.